# Sultanat de Goba'ad
XVIIIe siècle – XXe siècle
Entités suivantes :
- Côte française des Somalis

Le sultanat de Goba'ad (on trouve aussi les graphies Gobad, Gobaad) ou sultanat Debné est une ancienne entité politique afare de la Corne de l'Afrique. Pour Ali Coubba, le Goba'ad est « une chefferie tribale [qui] regroupe deux confédérations tribales afares : les Debné et les Adorassou ».

## Géographie

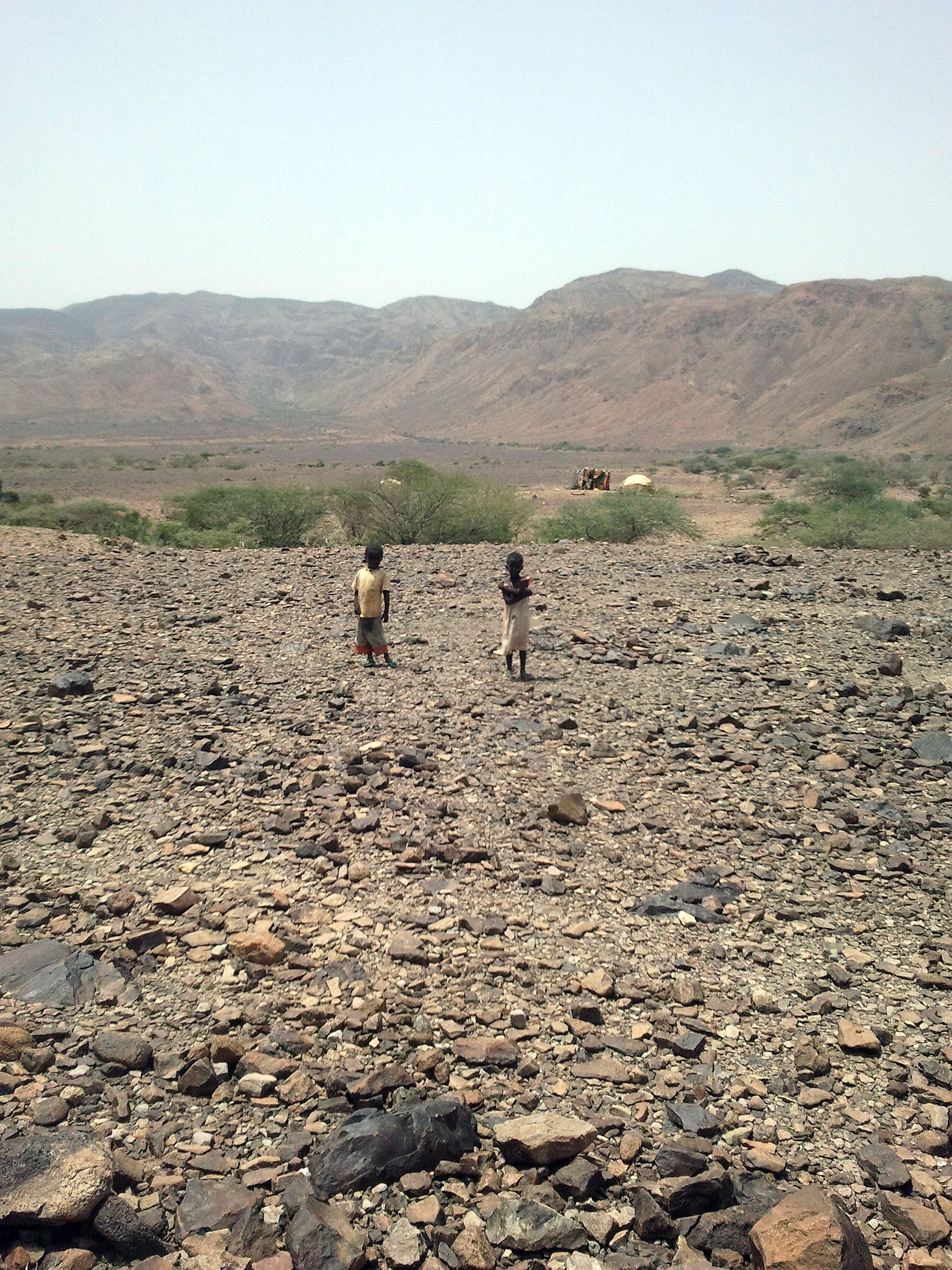
Paysage du Goba'ad (2011)

Le sultanat de Goba'ad recouvrait des territoires à l'est et au sud du lac Abbe, dans l'ouest de l'actuelle République de Djibouti. 

## Toponymie
Le sultanat de Goba'ad était ainsi nommé par les Européens d'après la plaine éponyme.

## Histoire

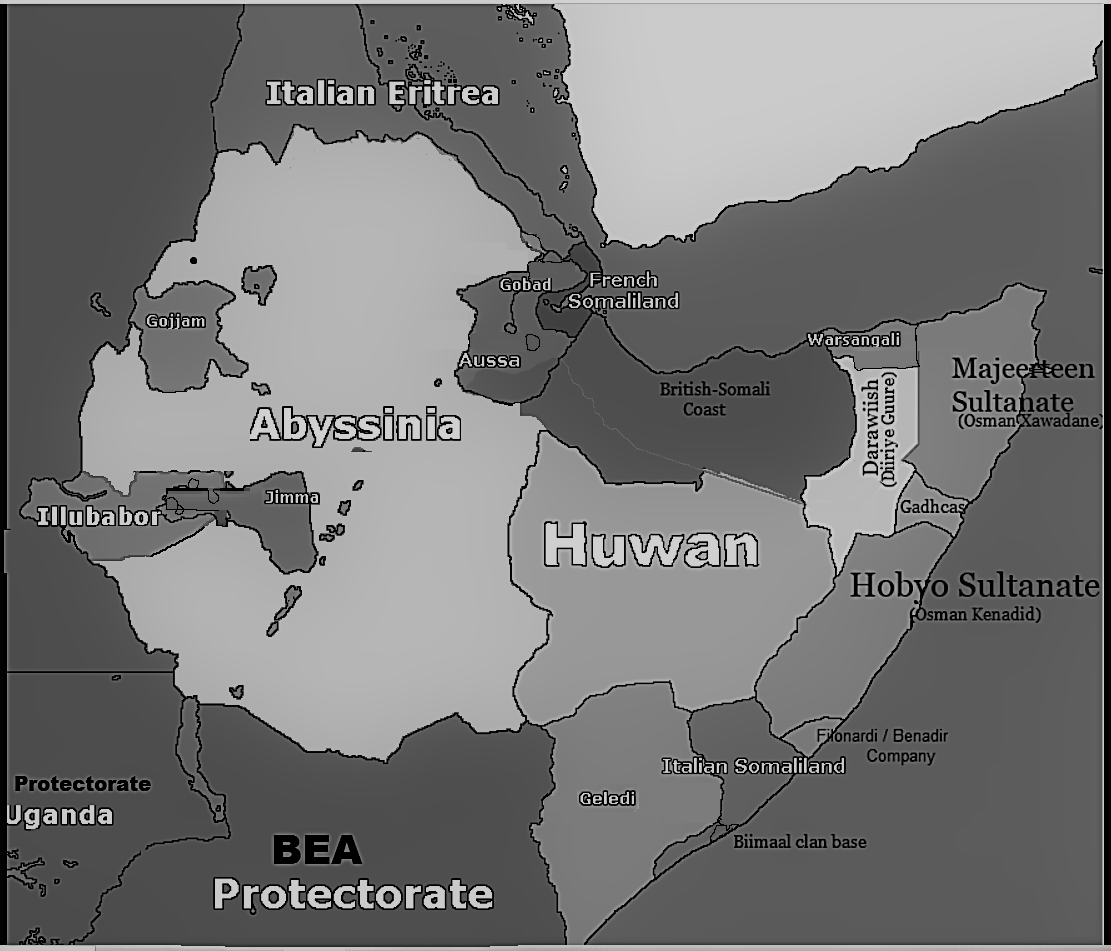

Peut-être fondé au XVIIIe siècle, le sultanat apparaît constitué dans les récits de voyageurs du XIXe siècle. De 1830 à 1866, son chef est Lo'oytá b. Arbâhim, qui contrôle les routes caravanières entre la côte et le Shewa et exerce son autorité sur des groupes afar et somali.
Par un « traité d'amitié » signé le 9 août 1884, le sultan accepte de ne conclure aucun accord avec une autre puissance. Le 2 janvier 1885, le sultan Ahmed Loeta (Húmmad Lo'oytá) signe avec Léonce Lagarde un traité reconnaissant formellement le protectorat français sur son territoire.
En août 1930, le sultan Lo'oytá Húmmad Anfare et son vizir hadj Ali Húmmad Lo'oytá sont déportés à Madagascar sur décision du gouverneur Pierre-Amable Chapon-Baissac ; le sultan y meurt en 1932.  Le sultanat est alors supprimé par les autorités coloniales, cependant, au moins jusqu'aux années 1960, des descendants se désignent comme sultan de Goba'ad. Hadj Ali est autorisé à revenir dans la Corne en 1937 ; il s'installe alors en Éthiopie.
En mai 2015, Habib Mohamed Loïta a été intronisé comme sultan de Gobad.